# Драгойчо
Драгойчо е български телевизионен игрален филм (битова комедия, новела, късометражен) от 1987 година на режисьора Константин Джидров. Сценарист на филма е М. Маринов, оператор е Денолюб Николов. Музикално оформление Илияна Янкова. Художник Скарлет Зидарова. 

## Актьорски състав
| В главните роли                | Изпълнител           |
| ------------------------------ | -------------------- |
| полупияният сервитьор Драгойчо | Тодор Колев          |
| моралната селянка              | Катя Чукова          |
| пътник                         | Румен Димитров       |
| пътник                         | Димитър Хаджиянев    |
|                                | Надя Михова          |
|                                | Пенка Божкова        |
|                                | Георги Велчовски     |
|                                | Александър Илинденов |
|                                | Огнян Цеков          |
|                                | Иван Нанев           |
|                                | Иван Пожарски        |
|                                | Евгений Бакалов      |
|                                | Пламен Георгиев      |
|                                | Александър Андреев   |
|                                | Стефан Джуров        |